# Wapen van Ivoorkust

Wapen van Ivoorkust

Het wapen van Ivoorkust werd in zijn huidige vorm aangenomen in 2001. Het centrale embleem van het wapen is een kop van een olifant op een groen schild. Het dier is een belangrijk symbool van Ivoorkust, omdat de olifant het grootste dier van het land is en omdat Ivoorkust vernoemd is naar zijn ivoor. De opkomende zon achter het schild staat voor een nieuwe toekomst. Onder de olifant staat op een lint de officiële naam van het land in het Frans.
Algerije · Angola · Benin · Botswana · Burkina Faso · Burundi · Centraal-Afrikaanse Republiek · Comoren · Congo-Brazzaville · Congo-Kinshasa · Djibouti · Egypte · Equatoriaal-Guinea · Eritrea · Ethiopië · Gabon · Gambia · Ghana · Guinee · Guinee-Bissau · Ivoorkust · Kaapverdië · Kameroen · Kenia · Lesotho · Liberia · Libië · Madagaskar · Malawi · Mali · Marokko · Mauritanië · Mauritius · Mozambique · Namibië · Niger · Nigeria · Oeganda · Rwanda · Sao Tomé en Principe · Senegal · Seychellen · Sierra Leone · Soedan · Somalië · Swaziland · Tanzania · Togo · Tsjaad · Tunesië · Westelijke Sahara · Zambia · Zimbabwe · Zuid-Afrika · Zuid-Soedan
Afhankelijke gebieden:
Brits Territorium in de Indische Oceaan · Canarische Eilanden · Ceuta · Melilla · Madeira · Mayotte · Réunion · Sint-Helena · Tristan da Cunha